# Margaret O'Brien
Angela Maxine O'Brien (San Diego, 15 januari 1937), beter bekend als Margaret O'Brien, is een Amerikaans actrice en voormalig kindster.
O'Briens vader was een circusartiest die vlak na haar geboorte om het leven kwam. Ze werd opgevoed door haar moeder, flamencodanseres Gladys Flores. In 1941 verscheen ze voor het eerst in een film in een kleine rol in Babes on Broadway. Haar doorbraak volgde een jaar later met de titelrol in Journey for Margaret (1942).
O'Brien speelde Tootie in de musicalfilm Meet Me in St. Louis (1944), tegenover Judy Garland. Ze bleef tot aan het eind van de jaren 40 hoofdrollen spelen.
Als volwassene was O'Brien voornamelijk te zien in televisiefilms en -series. Sinds 1974 is ze getrouwd met Roy Thorsen. In 1977 kregen ze hun enige kind, Mara Tolene Thorsen. O'Brien heeft twee sterren op de Hollywood Walk of Fame.

## Filmografie
- Biblioteca Nacional de España: XX1276823
- Bibliothèque nationale de France: cb14030845h (data)
- Gemeinsame Normdatei: 122779681
- International Standard Name Identifier: 0000 0001 1576 137X
- Library of Congress Control Number: n86138593
- MusicBrainz: d5863a75-4b92-4d8d-86a2-0fed03dc1455
- National Archives and Records Administration: 10572183
- Nationale Bibliotheek van Tsjechië: xx0175149
- Nationale Bibliotheek van Israël: 987007454781905171
- Nederlandse Thesaurus van Auteursnamen: 303109556
- SNAC: w6tj2v71
- Système universitaire de documentation: 109974506
- Virtual International Authority File: 79173209
- WorldCat: E39PBJyGThTjj6CJfc6mJpdvpP